# 葉規
葉規，福建建宁府建安县人，明朝政治人物、進士出身。
洪武十八年，登丁丑科會試中進士，授杭州府通判。